# Galanina
La galanina és un neuropèptid. En molts mamífers la galanina és formada per vint-i-nou aminoàcids. En canvi, en els humans, aquesta està formada per trenta aminoàcids. La galanina també s'ha aïllat en invertebrats. La galanina és una molècula soluble en aigua.

## Història
La galanina va ser aïllada per Mutt i el seu col·laboradors el 1983 a partir de mostres procedents d'intestins de porcs. A partir d'aquell moment es van realitzar diversos estudis fins que es va veure que la galanina coexistia amb l'acetilcolina en l'hipotàlem de les rates.
Des d'aquell moment, el nombre d'estudis va incrementar, ja que al coexistir la galanina i l'acetilcolina en moltes espècies indicava que la galanina tenia un paper molt important en la memòria dels éssers vius.
El 2004, un premi Nobel va ser entregat per la caracterització i clonació dels receptors de la galanina.

## Composició
A continuació hi ha tres exemples de les diferents seqüències que té la galanina en 3 espècies diferents.

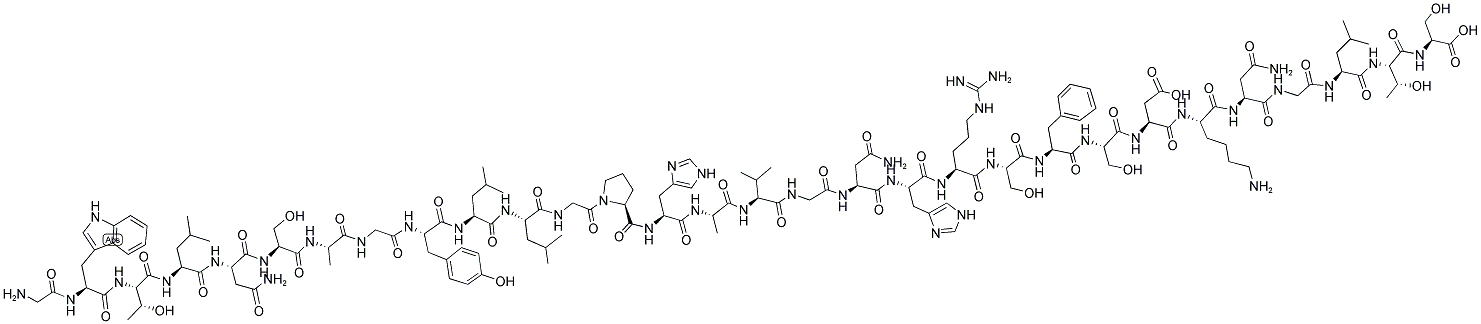
Representació de la fórmula química de la galanina

- La galanina humana té la següent seqüència : GWTLNSAGYLLGPHAVGNHRS FSDKNGLTS; és a dir: (extrem amino)-{GLY}{TRP}{THR}{LEU}{ASN}{SER}{ALA} {GLY}{TYR}{LEU}{LEU}{GLY} {PRO} {HIS} {ALA}{VAL}{GLY}{ASN}{HIS}{ARG}{SER}{PHE}{SER}{ASP}{LYS}{ASN}{GLY}{LEU}{THR}{SER}-(extrem carboxil). La seva fórmula empírica química és: C139H210N42O43

- La galanina porcina, que va ser la primera descrita, té la següent seqüència GWTLNSAGYLLGPHAIDNHRSFHDKYGlA ;és a dir, està formada per: (extrem amino)-{GLY}{TRP}{THR}{LEU}{ASN}{SER}{ALA}{GLY}{TYR} {LEU}{LEU}{GLY}{PRO}{HIS}{ALA}{ILE}{ASP}{ASN}{HIS}{ARG}{SER}{PHE}{HIS}{ASP}{LYS}{TYR}{GLY}{LEU}{ALA}-(extrem carboxil). La seva fórmula empírica química és: C146H213N43O40

- La galanina de la rata té la seqüència: GWTLNSAGYLLGPHAIDNHRSFS DKHGLT; és a dir, està formada per: (extrem amino)-{GLY}{TRP}{THR}{LEU}{ASN}{SER}{ALA} {GLY}{TYR}{LEU}{LEU}{GLY}{PRO}{HIS}{ALA}{ILE}{ASP}{ASN}{HIS}{ARG}{SER}{PHE}{SER}{ASP}{LYS}{HIS}{GLY}{LEU}{THR}–(extrem carboxil).

La seva fórmula empírica química és C141H211N43O41.
A partir de l'estructura d'aquestes tres molècules que s'observen en els exemples (la dels humans, la dels porcs i la de les rates); podem veure que els aminoàcids de l'extrem amino terminal és igual a totes les espècies; en canvi, els de l'extrem carboxil terminal varia considerablement entre les diferents espècies i indica les diferents formes específiques de la galanina. Al variar la composició dels aminoàcids del l'extrem C terminal també es modifica la seva fórmula empírica química.

## Localització
La galanina és present al sistema nerviós i alguns teixits, però principalment al cervell, la medul·la espinal i els intestins.
Coexisteix amb l'acetilcolina, la hidroxitriptamina, el GABA i la noradrenalina.

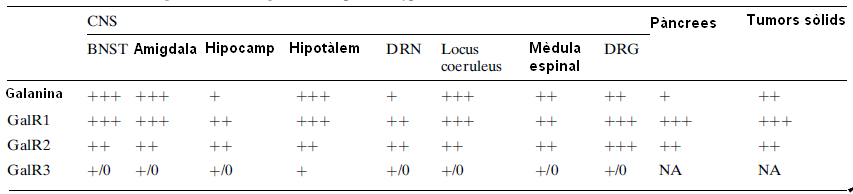
Distribució de la galanina i els seus receptors. La taula ha estat adaptada de Cellular and Molecular Life Sciences; volum 65, publicat al 2008

## Formació
Es forma a partir del precursor preprogalanina pèptid entre 123-124 aminoàcids codificat en un gen de sis exons.
En els humans el gen de la preprogalanina és localitzat al cromosoma 11.

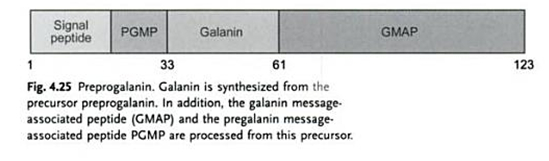
Preprogalanina

Els enzims que intervenen en la biosíntesi i biodegradació no es coneixen; tot i que va ser aïllat un enzim de la zona de la medul·la espinal anomenat “metal·lo peptidasa” (enzim depenent de zinc).

## Funcions
Es troba implicada en algunes de les funcions biològiques com l'alimentació (estimulant la ingestió de greixos), la pressió sanguínia, el desenvolupament (pel fet que allibera hormones a l'hipotàlem), la conducta (influenciant en aquest i modificant-lo amb bruscos canvis d'humor) i, també, en els factors tròfics. A més la galanina regula els processos de dolor, inhibint-lo, també disminueix la capacitat de memòria dels individus. L'administració de la galanina modifica les funcions endocrines amb efectes a la secreció de moduladors de la pituïtària.

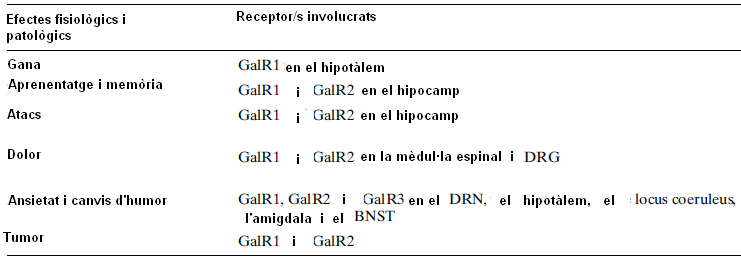
Alguns dels efectes patològics i fisiològics de la galanina i els relaciona amb els receptors implicats.

Les femelles tenen un tant per cent de galanina més elevat en el seu organisme; fet que suggereix que la regulació de la síntesi de galanina es duu a terme a partir dels esteroides.

## Efectes
La galanina influeix en l'estrès i l'addicció.
S'ha mostrat que la galanina té un efecte inhibidor sobre les substàncies químiques següents:
- Inhibeix les hormones de les neurones del locus coeruleus, l'hipotàlem, l'hipocamp, el nucli de la banda diagonal Broca i el complex dorsal. Aquesta acció inhibidora és causada per un increment en la conductància del potassi i una disminució de la conductància de l'ió calci.[13][14]
- Inhibeix l'alliberament de glucosa; evitant la formació d'insulina del pàncrees.[6][10]
- Inhibeix el creixement de neurotransmissors com la norepinetina, la dopamina i la histamina. També disminueix l'acetilcolina; la qual cosa perjudica la memòria i l'aprenentatge.[6][10]

## Acció, receptor i traducció
La galanina reacciona amb el receptor de la proteïna G (GAL1, GAL2, GAL3).
Els receptors específics de galanina pertanyen a la família de les G proteïnes receptors; i, poden activar o desactivar l'adenilat ciclasa o fosfolipasa C.
Aquests receptors són sensibles a l'extrem amino terminal de la seqüència de la galanina produint la inhibició d'acetilcolina, la secreció d'hormones o l'estimulació de la gana.
A més a més, un pèptid endogen de galanina GALP, format per 60 aminoàcids, comparteix la seva seqüència amb la galanina; d'aquesta manera, es produeix una competició per la unió al receptor GAL2 entre la galanina i la GALP. És a dir, com que GALP i GAL2 tenen una estructura semblant, ambdós poden unir-se al mateix receptor i segons les circumstàncies un o altre tindrà més afinitat per unir-se.
Els receptor GAL1, GAL2 i GAL3, tenen una semblança d'un 30-38% i es troben distribuïts pel sistema nerviós central i perifèric.
Es va trobar els gens dels receptors GALRL localitzats al cromosoma 5q32 en els humans i al 18B3 als ratolins. Aquest és trobat amb una posició característica. El lligant del receptor és desconegut; però, sembla que s'ha suggerit que aquest té una gran semblança a la galanina.
- Receptor GAL1[15] Va ser el primer receptor de la galanina aïllat dels teixits. Conté 349 aminoàcids. És semblant a la GAL2 en un 42% i a la GAL3 en un 38%. El receptor de GAL1 a les rates té una llargada de 346 aminoàcids i una semblança al receptor dels humans d'un 98%. El gen del receptor de GAL1 en els humans és localitzat en el cromosoma 18 en braç q banda 23. L'activació de GAL1, produeix una reducció de cAMP, que obra la proteïna G i regula els canals de K, estimulant l'AMP-cinasa. L'ARNm de GAL1 s'ha aïllat al cervell, l'hipocamp, l'hipotàlem, el tàlem, l'amígdala i la medul·la espinal.
- Receptor GAL2[15] El receptor GAL2 és format per 387 aminoàcids, tenint 15 aminoàcids més que el receptor en rates. El gen de GAL2 és localitzat al cromosoma 17. L'activació de la GAL2 produeix múltiples reaccions intracel·lulars on intervé la fosfolipasa C, la mobilització de calci i l'activació de canals de clor. La GAL2 és un receptor que pertany a la família de les G receptors proteïnes. L'ARNm de la GAL2 és abundant en l'amígdala, d'hipotàlem, el còrtex i l'hipocamp.
- Receptor GAL3[15] La GAL3 en els humans té una longitud de 368 aminoàcids i és un 90% semblant a la de les rates. El seu gen està en el cromosoma 22. El podem trobar en el cerebel, la medul·la espinal, la zona olfactòria, el còrtex del cervell, l'hipotàlem i a la pituïtària.

## Galanina–like–peptide
Galanina–like–peptide és un pèptid de 60 aminoàcids en l'hipotàlem que presenta una estructura homòloga a la galanina; cosa que fa que aquesta substància presenti afinitat per unir-se als receptors GAL1 i GAL2. A diferència de la galanina, la seva distribució es troba limitada en l'hipotàlem i en la glàndula pituïtària. S'ha observat que l'ARNm del GALP és reduït en l'hipotàlem d'aquelles rates que presenten sobreprès a causa de mutacions en el gen de la leptina o en aquelles que tenen deficiència d'aquest gen. Si augmenta el nivell de leptina, el de GALP disminueix (La leptina és una hormona per les cèl·lules grasses que pot observar-se en l'hipotàlem, ovari i la placenta). El GALP regula els nivells de plasma (LH) per mitjà de l'activació de gonadotropina.
Per tant, la galanina o els seus antagonistes tenen un paper important en el tractament del dolor, l'Alzheimer, els tumors... i fins i tot en l'obesitat.